# University College Roosevelt
Das University College Roosevelt (bis 2013 Roosevelt Academy) in Middelburg ist das kleinste University College der Niederlande. Es ist ein global ausgelegtes Honors College und Teil der Universität Utrecht (Niederlande).

## Anmeldung
Jedes Jahr werden 220 Studenten zugelassen, wobei etwa zwei Drittel der Studenten aus den Niederlanden und ein Drittel der Studenten aus aller Welt kommen. Der Abschluss entspricht dem eines Bachelorabschlusses am University College Utrecht (UCU). Aktuelle Informationen zum Anmeldungsverfahren können auf der offiziellen Website des University College Roosevelt eingesehen werden.

## Lehrplan
Studierende nehmen an Kursen aller drei Kernfächer, Geisteswissenschaften, Sozialwissenschaften und Naturwissenschaften, teil. Die Studiensprache ist Englisch.

### Austauschprogramme
Es bestehen Partnerschaften mit Universitäten, die es im zweiten oder dritten Jahr erlauben, an einem Austauschprogramm teilzunehmen. RA Studenten können ihr Auslandssemester über das Austausch-Netzwerk der Universität Utrecht an einer Vielzahl von Universitäten weltweit durchführen und am University College Roosevelt voll anrechnen lassen. Es besteht zudem ein direktes Austauschprogramm mit der Universität Nebraska in Kearney, USA und dem Glendon College in Toronto, Kanada.

### Auszeichnungen und Rankings
Die Niederländisch-Flämische Akkreditierungsorganisation hat der Roosevelt Academy am 26. August 2009 den „Exzellenz-Status“ verliehen.
Das Magazin Elsevier bewertete die Roosevelt Academy im Jahr 2008 zum dritten Mal in vier Jahren als das beste Liberal Arts College in den Niederlanden; das College erzielte sehr gute Noten in den Bereichen Unterrichtsqualität und Studentenbetreuung.
Im Jahr 2011 platzierte der niederländische Studienwahlberater („Keuzegids Onderwijs 2011“) die Roosevelt Academy auf Rang 1 aller University Colleges in den Niederlanden mit einem Durchschnitt von 8,4 von 10 erreichbaren Punkten. Im Jahr 2022 erfolgte die Bestplatzierung in der Kategorie „Top-rated programme“.

## Campus

### Universitätsgebäude
Die Gebäude der Universität befinden sich im Zentrum der Stadt. Das Hauptgebäude ist das alte Rathaus von Middelburg, welches sich am Marktplatz befindet. Der nichtgotische Teil dieses Gebäudes wird als Franklin (nach dem Vornamen des gleichnamigen US-Präsidenten) bezeichnet.
Außerdem gibt es noch das Theodore Building und das Eleanor Building, welches sich an der anderen Seite der Straße befindet.
In diesen befinden sich alle Räumlichkeiten der RA, einschließlich der Büroräume, Hörsäle und des Verwaltungsteils.

### Wohnmöglichkeiten
Die Studenten sind vertraglich dazu verpflichtet, in universitätseigenen Appartements zu wohnen. Der Campus besteht aus
Bachtensteene, Bagijnhof, Koestraat, and Roggeveenhof. Früher auch der Driewegenhof. Vereinzelt leben Studenten auch in dem so genannten Zuidsingel, Zusterstraat und Nieuwe Haven. Der Bagijnhof besteht aus 13 umgebauten Wohnhäusern, worin jeweils 10 bzw. 16 Personen untergebracht sind und sich eine Küchenecke und ein Wohnzimmer teilen.
In Driewegenhof teilten sich jeweils drei Studenten ein Apartment, während in Koestraat und Roggeveenhof die Studenten einzeln leben und ein eigenes Bad sowie eine eigene kleine Küchenecke besitzen.

### Bibliothek, Buchhandlung und akademisches Journal
Die offizielle akademische Buchhandlung des University College Roosevelt De Drvkkery („Die Druckerei“) ist in Universitätsnähe am Marktplatz gelegen. Studenten haben außerdem kostenlosen Zugriff auf die Zeeland Bibliothek (die größte Bibliothek der Provinz) sowie auf die digitale Bibliothek der Universität Utrecht.
Jährlich gibt das University College Roosevelt sein eigenes akademisches Journal „Ad Astra“ („Zu den Sternen“) heraus, das herausragende Arbeiten und Essays seiner Studenten veröffentlicht.

## Studentenleben
Die Roosevelt Academy Student Association (RASA) ist die verfasste Studierendenschaft und organisiert eine Vielzahl an Aktivitäten aller Art für ihre Studenten.

## Kosten
Im Studienjahr 2022/23 betrugen die Studiengebühren 3.750 Euro pro akademisches Jahr für Studenten aus EU/EWR Ländern. Für Nicht-EU-Studenten beliefen sich die Studiengebühren pro akademisches Jahr auf 9.450 Euro. Diese Gebühren sind staatlich festgelegt und gleich hoch an allen öffentlichen Hochschulen in den Niederlanden.